# Saint-Valérien-de-Milton
Saint-Valérien-de-Milton è un comune del Canada, situato nella provincia del Québec, nella regione di Montérégie.